# Nationalpark Cajas
Der Nationalpark Cajas (spanisch Parque Nacional Cajas) ist ein 294,77 km² großer Nationalpark im Hochland von Ecuador. Er liegt zwischen 3152 m und 4445 m über dem Meeresspiegel. Die hügelige Landschaft bietet eine Tundravegetation und besitzt ungefähr 270 Seen und Lagunen. Er befindet sich über 30 km westlich von Cuenca, der Hauptstadt der Provinz Azuay. Der Río Tomebamba mit seinen Nebenflüssen Río Mazán und Río Yanuncay sowie der Río Migüir, linker Quellfluss des Río Norcay, haben ihre Quellgebiete im Nationalpark. Es ist eines von 759 Biosphärenreservaten in 136 Ländern, die von der UNESCO ausgewiesen wurden.
Das Gebiet wurde am 6. Juni 1977 zum Schutzgebiet erklärt und am 5. November 1996 als Nationalpark ausgewiesen. Als Ramsar-Feuchtgebiet hat er internationale Bedeutung und wird als Important Bird Area eingestuft.
Eine alte Inkastraße, die großteils in ihrem ursprünglicher Zustand blieb, kreuzt den Park. Sie verband die Stadt von Tumipampa, dem heutigen Cuenca, mit Paredones, einem heute in Ruinen befindlichen Kontrollpunkt für den Handel zwischen dem Hochland und der Küstenregion, gelegen im Gebiet des heutigen Molleturo entlang der Straße, die den Cajas durchquert und anschließend nach Naranjal in der Küstenregion führt.
Ebenfalls wurden Spuren von 96 Vor-Inka-Dörfern der Kañari gefunden.
Der Nationalpark bietet Schutz für eine Vielzahl an endemischen und gefährdeten Tieren.
Besonders hervorzuheben sind der Andenkondor, von dem in Ecuador nur mehr 80 existieren, der Streifenkarakara, ein großer schwarz-weißer Greifvogel, Tapaculos, Schopfkarakaras, Ockerwangen-Ameisenpittas (Grallaria quitensis), der Riesenkolibri, der nur von Agaven-Blüten lebt, und der im Cajas-Nationalpark endemische Kolibri Violettkehl-Glanzschwänzchen (Metallura baroni). Andere Arten, die sich im Nationalpark finden, sind Brillenbär, Bergtapir, Puma, Ozelot, Nördliche Tigerkatze (Tigrillo), Tukane, Füchse und Kaninchen.